# Aircrack-ng
Aircrack-ng è un'utility Wi-Fi atta al cracking di password WEP e WPA-PSK.

## Funzionamento
Il funzionamento di aircrack-ng si divide in tre fasi:
- Rilevamento delle reti presenti nelle vicinanze e determinazione del BSSID, ESSID, canale dell'access point e interfaccia di rete.
- Intercettazione dei pacchetti
- Elaborazione della stringa di accesso, recuperandola dai pacchetti se la rete è WEP, tramite forza bruta se WPA.